# Shingen-kō Matsuri

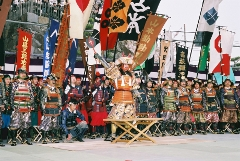
Historienschauspiel im Rahmen des Shingen-kō Matsuri

Das Shingen-kō Matsuri (jap. 信玄公祭り) ist ein Volksfest (Matsuri), das alljährlich zu Ehren von Fürst (kō) Takeda Shingen im japanischen Kōfu abgehalten wird.

## Bedeutung
Es ist in Bezug auf die Teilnehmerzahl das größte öffentliche Historienschauspiel und findet von Freitag bis Sonntag vor Shingens Todestag, dem 12. April, am Takeda-Schrein (武田神社, Takeda-jinja) statt.
Dabei werden jedes Jahr über 100.000 Gäste erwartet. Im Jahr 2012 wurde die Veranstaltung ins Guinness-Buch der Rekorde aufgenommen als Schauspiel mit dem größten Schauspieler-Samuraikorps – 1061 Teilnehmer. Im Jahr 2013 werden 130.000 Gäste erwartet. Das Besondere ist, dass jeder nach einer kurzen Bewerbung beim Komitee teilnehmen kann. Außerdem stellen die Austauschstudenten der Universität Yamanashi traditionell die Schutzsamuraitruppe der Prinzessin;
die Prinzessin wird ebenfalls von Austauschstudentinnen aus asiatischen Ländern dargestellt.

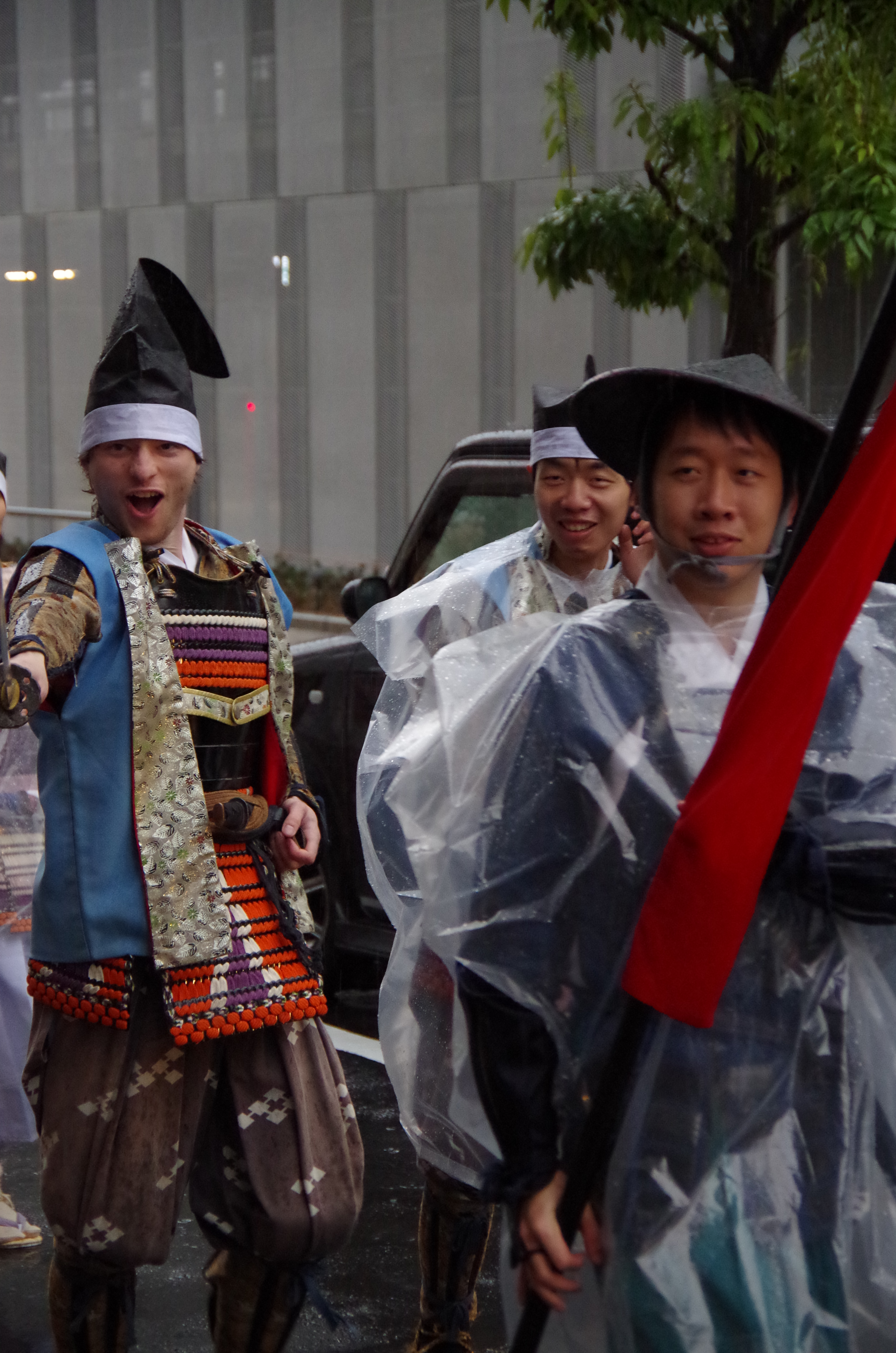
Austauschstudenten der Universität Yamanashi

## Freie Übersetzung aus dem Japanischen Flugblatt
Vom 5. bis zum 7. April findet das 42 Shingen-Fest statt.
Im größten Fest der Präfektur soll im Frühling die bewegte Zeit der streitenden Reiche, Sengoku Jidai dargestellt und an die großen Leistungen von Takeda Shingen erinnert werden.
Aufgrund von Shingens Popularität kommen jedes Jahr mehr als 100.000 Besucher aus dem ganzen Land zum Fest. Die ihm entgegengebrachte Ehre und der Respekt werden auch in Zukunft nicht nachlassen. Die Schauspieler für Takeda Shingen, die 24 Generäle und das berittene Armeekorps stammen aus dem ganzen Land. Bei diesem beispiellosen Samurai-Festumzug wird in gewaltigem Maßstab aufmarschiert. Letztes Jahr, beim 41. Fest, wurde beim Aufbruch des „Kai“-Samuraikorps mit 1061 Teilnehmern die größte Zusammenkunft von Samurai-Schauspielern protokolliert. Dieses Jahr wird das 42. Fest wohl noch mehr Beachtung finden. Als Unternehmer kann man dort übrigens für sich werben lassen. Erwartet werden an den 3 Festtagen ungefähr 130.000 Menschen. Die Rolle des Fürsten Takeda Shingen spielt dieses Jahr Ken Matsudaira (松平 健) und die Rolle des Yamamoto Kansuke (Anführer des Reiterkorps der berüchtigten Takeda-Feuerkavallerie) spielt Kōta Masago (真砂 皓太). Auch dieses Mal soll ein Teil des Erlöses als Unterstützung in die vom Tōhoku-Erdbeben 2011 betroffene Region gehen.

## Alljährlicher Ablauf

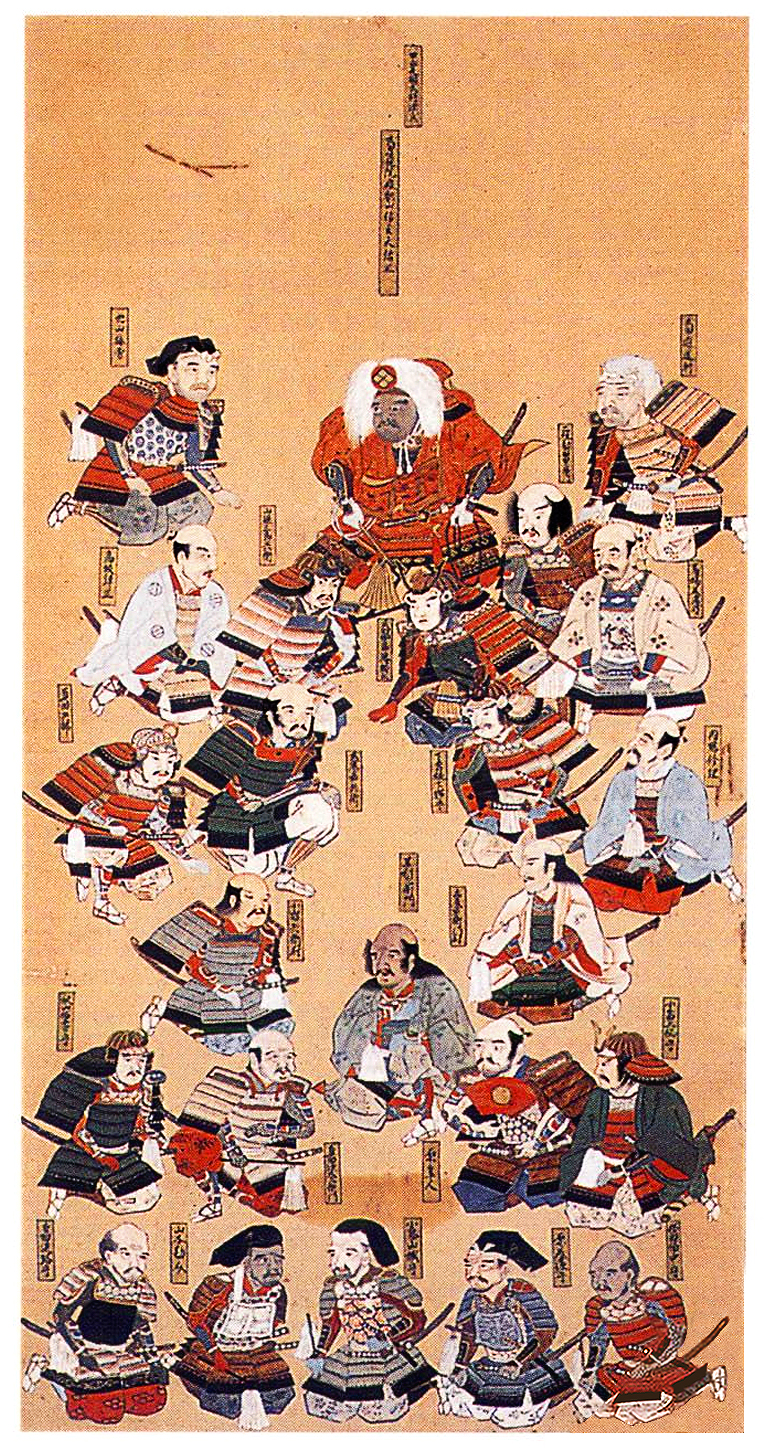
Die 24 Generäle des Takeda Shingen

- Am ersten Tag findet der „Prinzessin-Koi-Wettbewerb“ (湖衣姫, Koi-hime) sowie die Errichtung des Feldlagers und weiteres statt.
- Am zweiten Tag wird in einem großen Festumzug durch die Stadt Kōfu der Aufbruch des jungen Shingen und seiner

24 Generäle in die Schlacht dargestellt.
- Am dritten Tag gibt es eine Parade der Kindersamurai und eine „Shingen-Gourmet-Straße“ mit besonderem Essen.
- Am Todestag, dem 12.04., wird dann schließlich Shingens gedacht.

### Veranstaltungsorte
verschiedene Veranstaltungsorte in der Präfektur Yamanashi (alle in und um die Stadt Kofu)
- Stadt Kōfu, Maizuru-Schlosspark (甲府市舞鶴城公園)
- Bahnhof Kōfu, Nord- und Südeingang (甲府駅南口・北口)
- Heiwa-dōri („Friedensstraße“, 平和通り)
- Jōtō-dōri („Schloßoststraße“, 城東通り)
- Zentrale Einkaufsstraßen in der Stadt Kōfu (甲府市中心商店街)
- Ai-Messegelände Yamanashi und weitere Orte (アイメッセ山梨など)

### Ablauf 2013
Freitag, 5. April 2013
- Prinzessin-Koi-Wettbewerb(湖衣姫コンテスト)
- Aufbau des Feldlagers und anderes (陣屋開設 他)

Samstag, 6. April 2013
- Aufmarsch von Shingen, der 24 Generäle und des Samuraikorps (信玄公と武田24 将による甲州軍団出陣 他)

Sonntag, 7. April 2013
- Kindersamuraiaufzug (子ども武者行列)
- Shingen-Gourmet-Straße (信玄グルメ横丁 他)

Freitag, 12. April 2013
- Todestag Fürst Shingens

## UNESCO-Kulturerbe
2016 wurde die Veranstaltung als Teil von Yama, Hoko, Yatai, Festwagenumüge in Japan von der UNESCO in die Repräsentative Liste des immateriellen Kulturerbes der Menschheit aufgenommen.

## Galerie

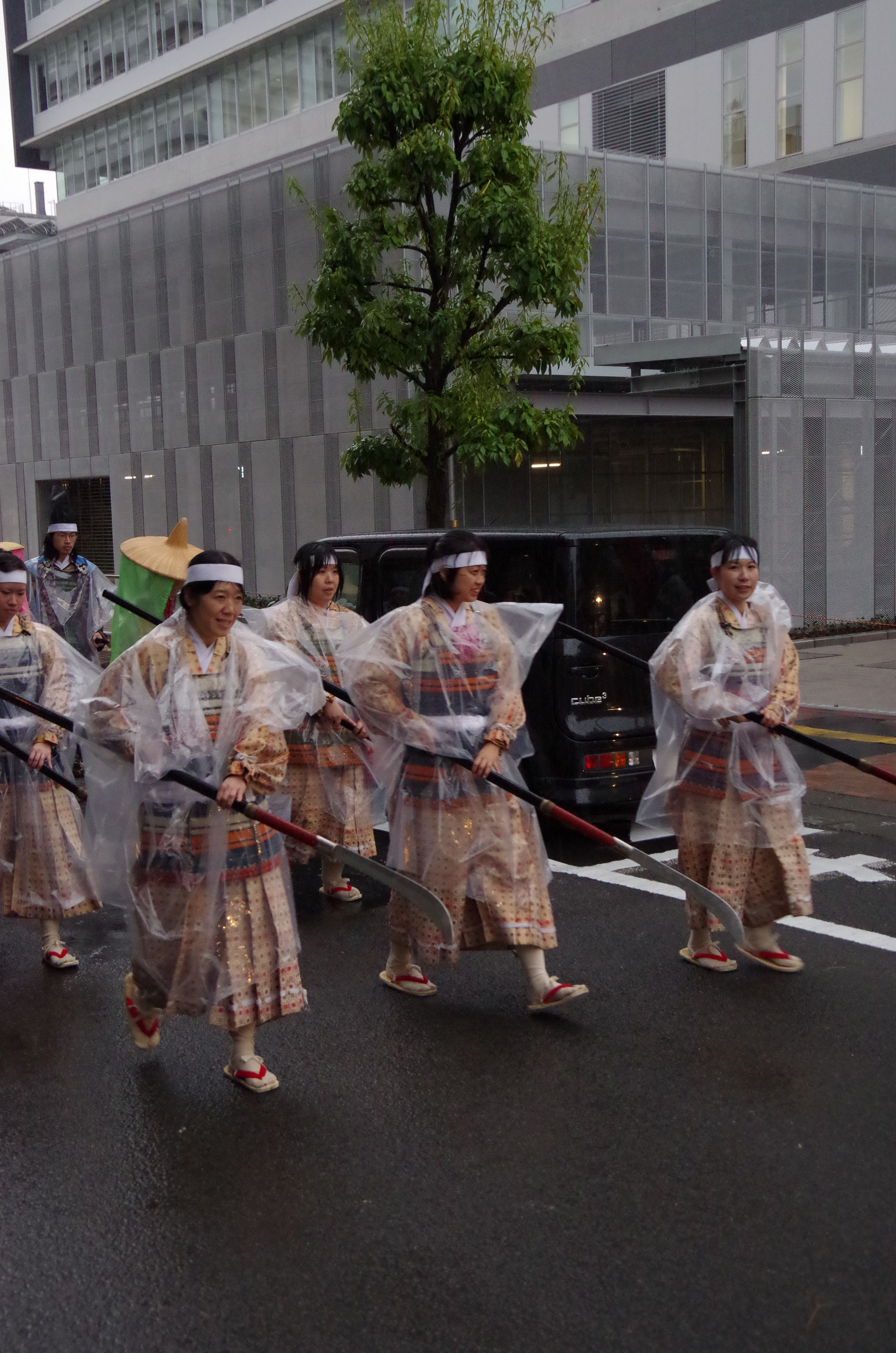
Onna-Bushi (Frauenkrieger) mit Naginata (Stangenschwertern)
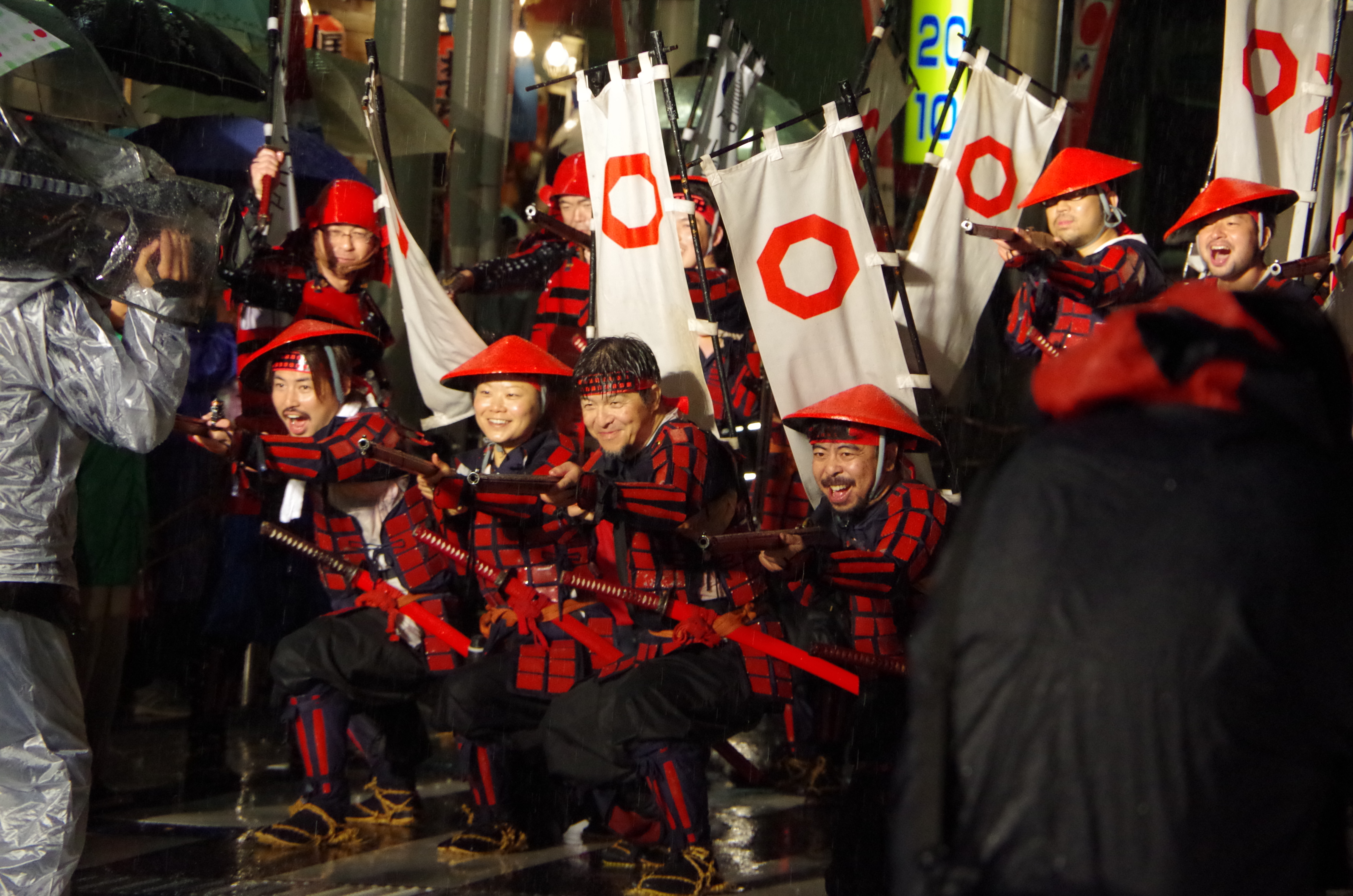
Hakebüchsenträger: Japan hatte in der Sengoku-Zeit mehr Handfeuerwaffen als der Rest der Welt zusammen
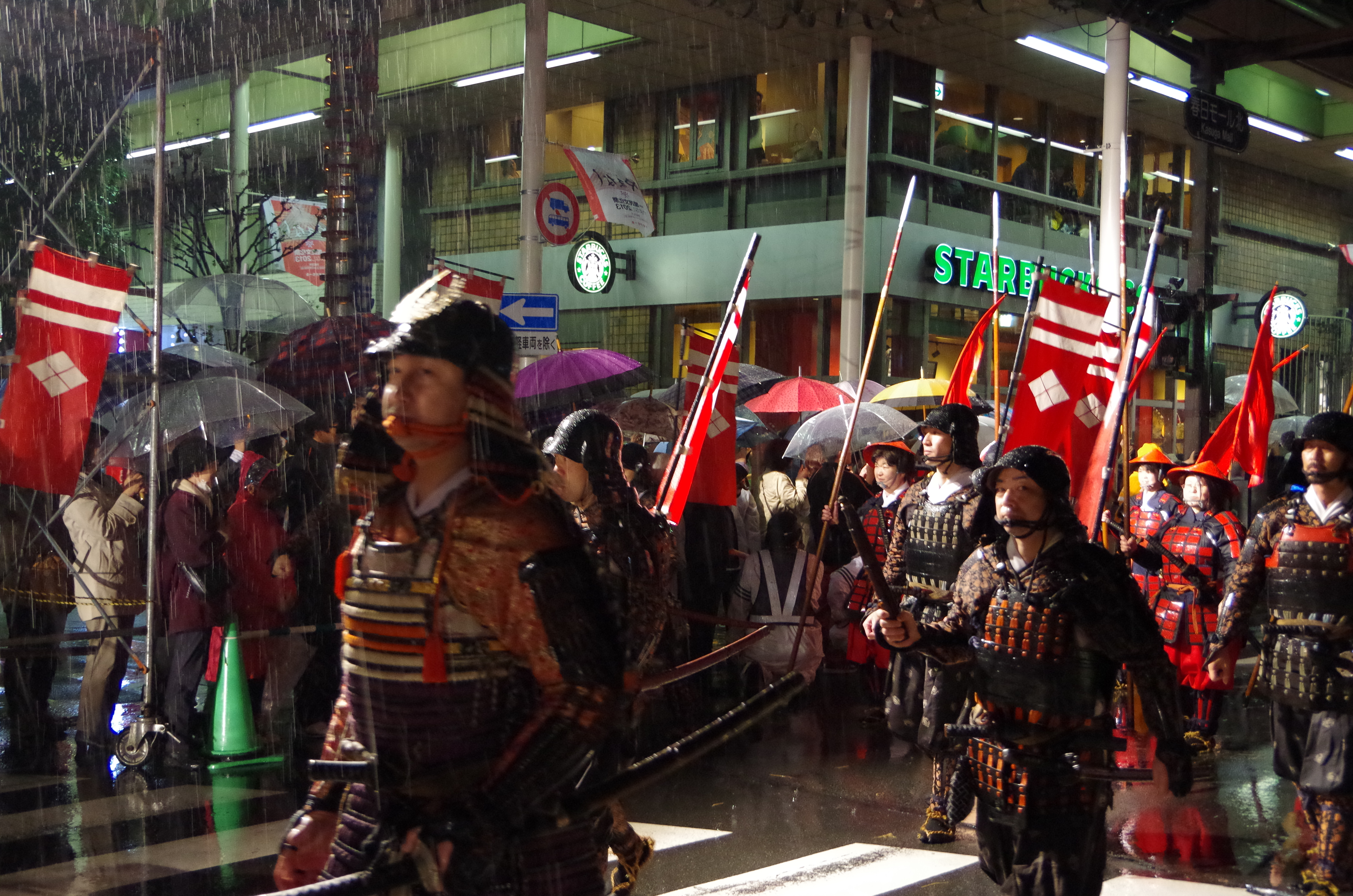
2013 war leider verregnet
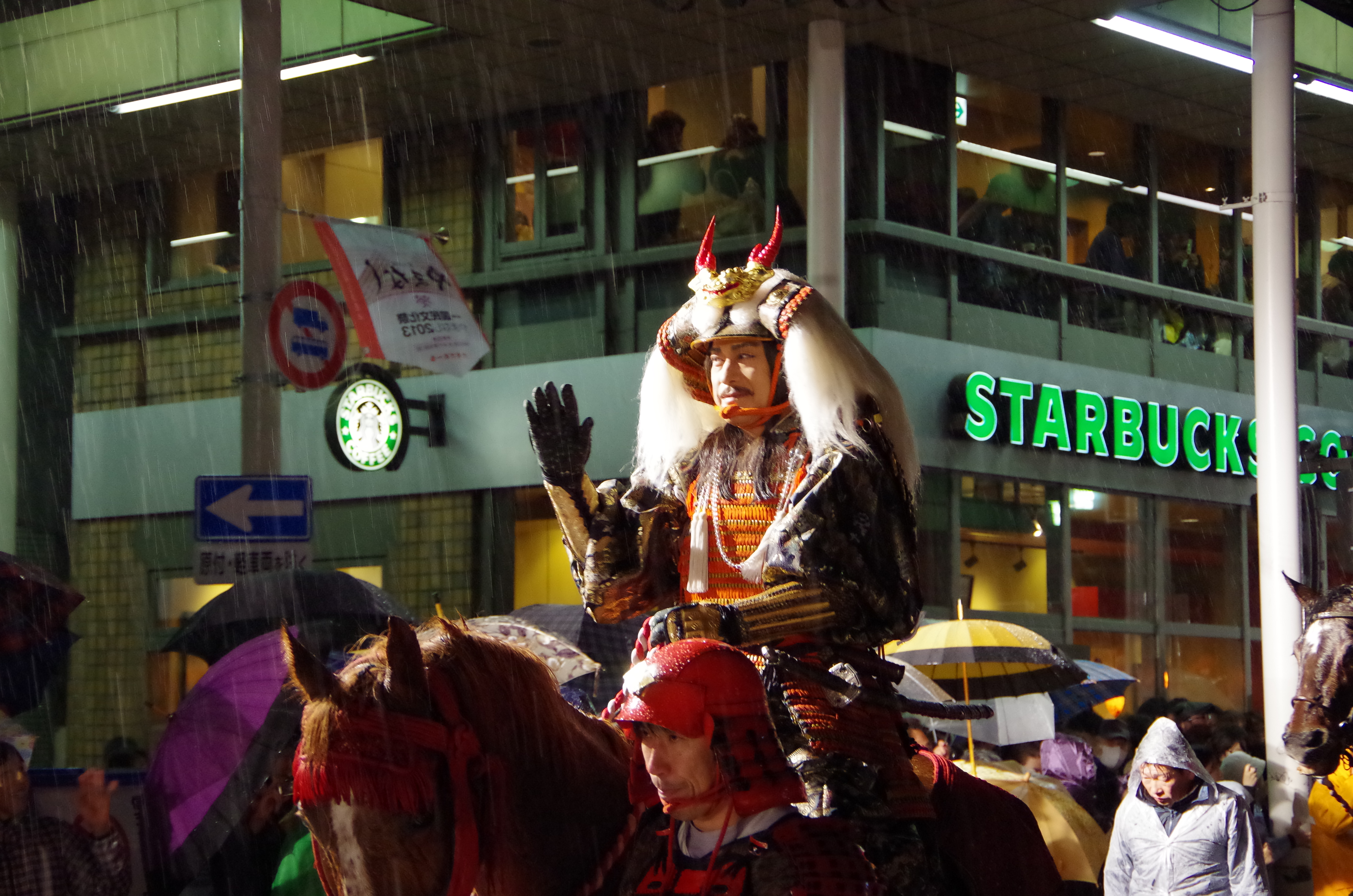
Takeda Shingen vor Starbucks
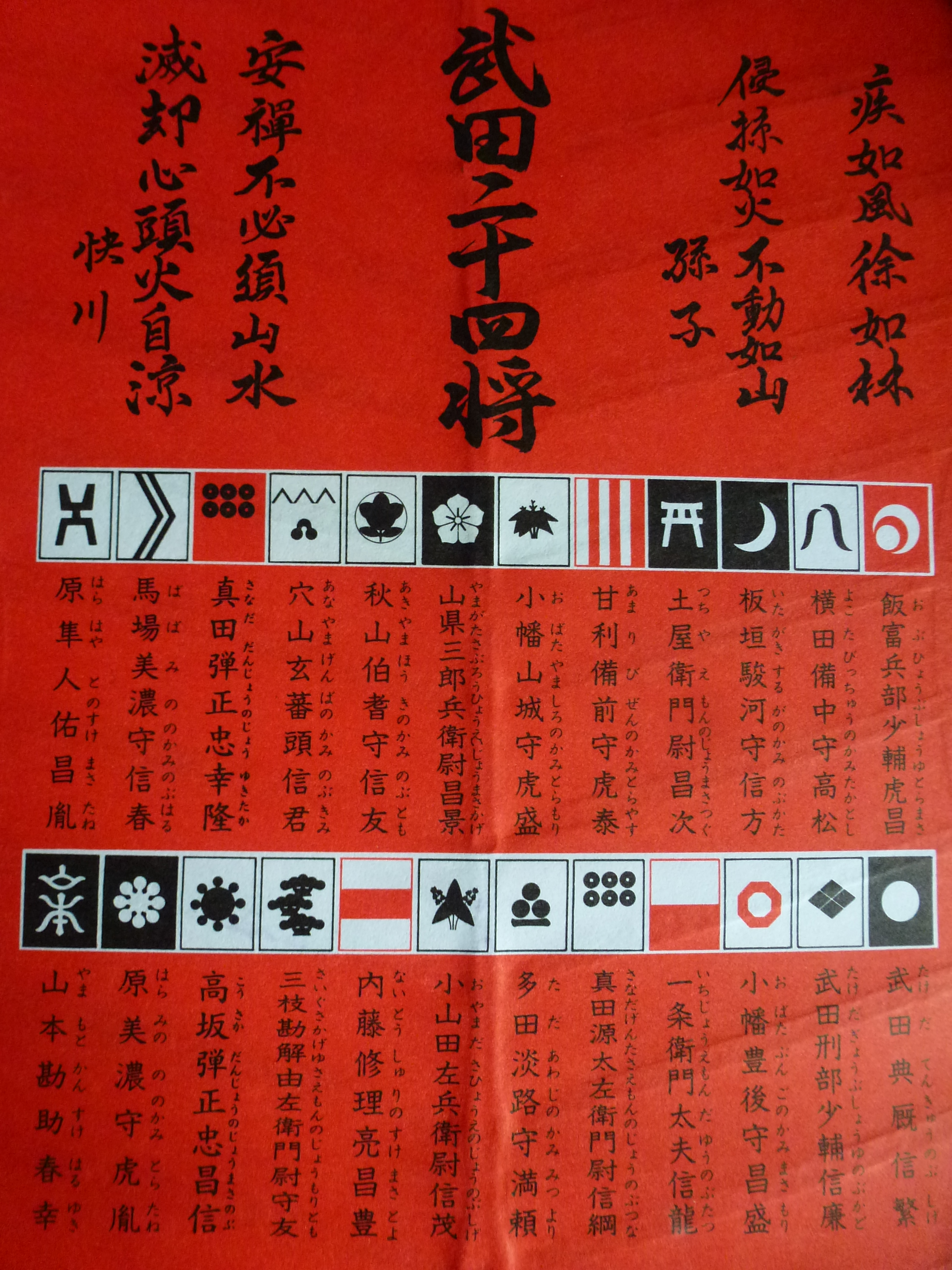
Die Wappen der Generäle, die erscheinen.
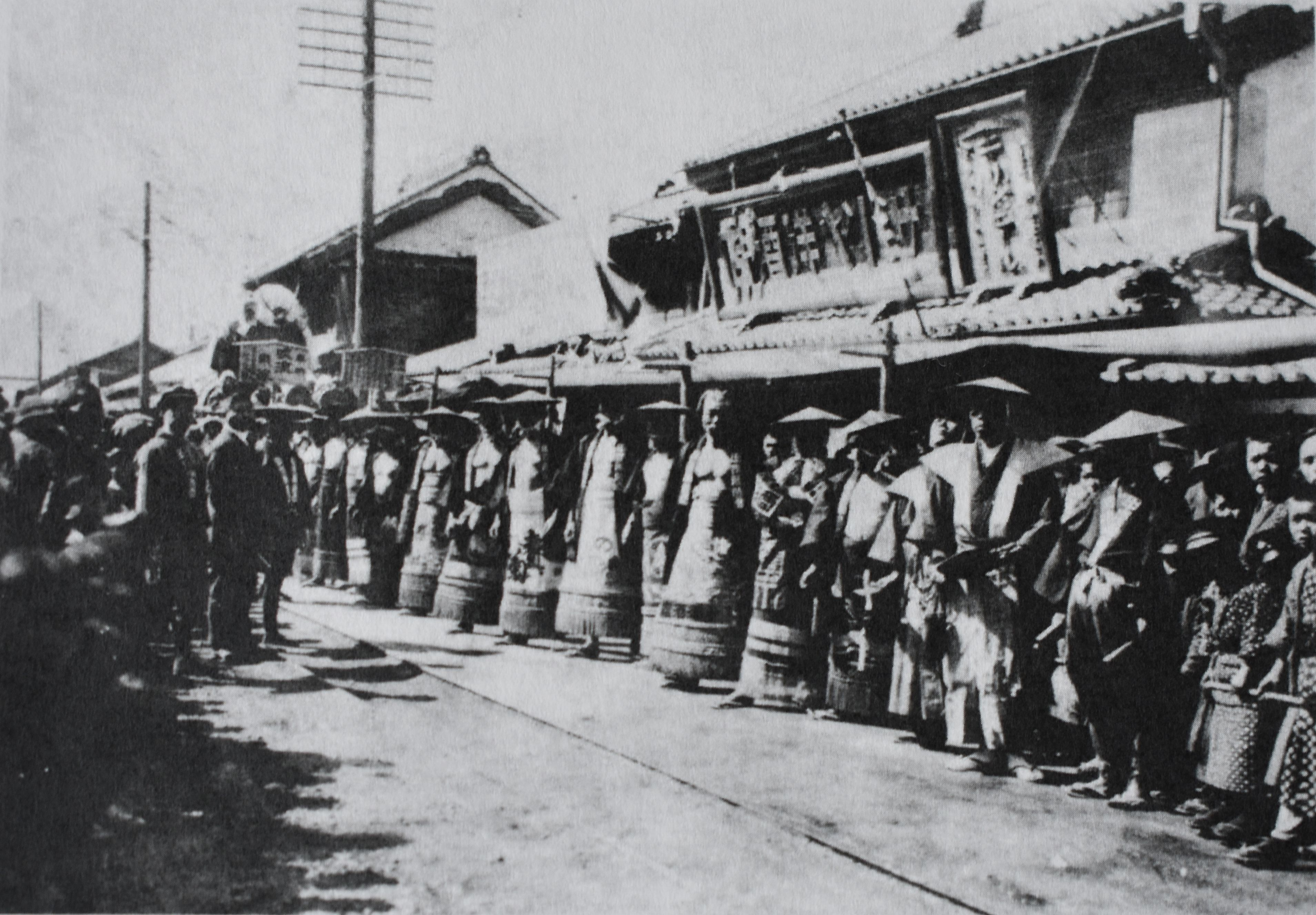
1918